# Бюлетень НТШ-Америка
Бюлетень НТШ-Америка  - журнал, який видає у США Наукове товариство імені Шевченка у США.
Мова видання - українська. Журнал друкує статті з концептуальних питань діяльності НТШ в Америці та світі, наукові статті-розвідки, присвячені ювілеям видатних українських діячів культури, науки, красного письменства. Крім того, публікуються інформації про нові публікації, доповіді та іншу професійну діяльність членів НТШ-Америка, новини з бібліотеки НТШ-Америка, новини з архіву НТШ-Америка, інформації про нових дійсних членів НТШ-Америка, діяльність осередків НТШ-Америка.